# پولی پراپرتی
پولی پراپرتی (انگلیسی: Poly Property) شرکت املاک چینی است، که در سال ۱۹۷۳ تأسیس شد.